# Theodor Trauernicht
Theodor Trauernicht (* 1. Juni 1896 in Ostersander, Ihlow, Landkreis Aurich; † 21. Juli 1970 in Ostersander) war ein deutscher Politiker (SRP) und Mitglied des Niedersächsischen Landtages.

## Leben
Nach der Volksschule Weene von 1901 bis 1908 besuchte Trauernicht von 1908 bis 1915 das Auricher Gymnasium und legte das Abitur ab. Er war Kriegsteilnehmer im Ersten Weltkrieg. Nach Kriegsende kehrte er auf den Bauernhof seiner alteingesessenen Familie zurück und arbeitet dort als Landwirt ab 1919.
Trauernicht war Gemeindevorsteher in Ostersander. Er war Mitglied des Kreistages und Kreisausschusses Aurich. Seit 1928 war er Vorsitzender des Landwirtschaftlichen Zweigvereins Weener. 1933 wurde er Vorsitzender des Kreislandbundes Aurich. Zum 1. Februar 1931 war er in die NSDAP beigetreten (Mitgliedsnummer 448.955), in der er Kreisamtsleiter für Agrarpolitik wurde. Von 1931 bis 1933 war er zudem Mitglied in der SA, in der er Hauptsturmführer wurde. 1933 war er Angehöriger der parlamentarischen Arbeitsgemeinschaft von NSDAP, Zentrum und DHP im Hannoverschen Provinziallandtag. Zudem war er ab 1934 bei der NSV und ab 1938 Mitglied im Reichskolonialbund sowie im Reichsluftschutzbund. Vom August 1933 bis 1945 war Trauernicht Kreisbauernführer Aurich. Von 1934 bis 1945 war er Leiter des Kreisamtes für Agrarpolitik. Darüber hinaus war Trauernicht von 1931 bis 1945 selbständiger Landwirt und von 1933 bis 1945 Mitglied des Kreiskirchenvorstandes.
Nach der Teilnahme am Zweiten Weltkrieg, in der Trauernicht das Kriegsverdienstkreuz II. Klasse ohne Schwerter erhielt (1943), befand er sich vom 15. Mai 1945 bis zum 8. Dezember 1947 in Internierungshaft. Am  15. November 1947 wurde er vom Spruchgericht Benefeld-Bomlitz zu 500 Mark Geldstrafe verurteilt. Am 26. November 1948 erfolgte der Freispruch nach Widerspruch. Vom Entnazifizierungs-Hauptausschuss Aurich wurde er am 18. Mai 1949 in der Kategorie IV als „Mitläufer“ entnazifiziert.
Vom 6. Mai 1951 bis 23. Oktober 1952 war er Mitglied des Niedersächsischen Landtages (2. Wahlperiode).
Im Zeitraum vom 15. Juli 1952 bis 23. Oktober 1952 trat er als Mitglied der Fraktion der Abgg. Dr. Schrieber und Gen. auf. Nach dem Verbot der SRP durch ein Urteil des Bundesverfassungsgerichts vom 23. Oktober 1952 erlosch sein Mandat wie das aller anderen SRP-Fraktionsmitglieder (BVerfGE 2, 1).